# 莫尔穆加奥
莫尔穆加奥（Mormugao），是印度果阿邦South Goa县的一个城镇。总人口97085（2001年）。

## 人口
该地2001年总人口97085人，其中男性51532人，女性45553人；0—6岁人口10989人，其中男5792人，女5197人；识字率75.43%，其中男性为80.24%，女性为69.99%。